# Серафим (Матриця)

## Стислі відомості
Серафим (Seraph) — персонаж кінотрилогії «Матриця». Роль Серафима виконує Коллін Чоу. При тому, що переважна більшість акторів у фільмі білі або темношкірі, на роль Серафима Вачовськими був обраний актор азійського походження. В цьому проявилося особливе ставлення режисерів до азійської культури — як екзотичної і альтернативної щодо західної, але в той же час її доповнюючої.
Серафим є програмою, його завдання — охороняти Піфію (як він каже — «я захищаю те, що важливіше за все»). І виконує цей обов'язок здавна, ше до подій першого фільму.
Ім'я його (Серафим), вочевидь, є відсиланням до святих Серафимів — ангелів, найбільш наближених до Бога.
Імовірним є вважати Серафима програмою автентифікації: він перевіряє людей за допомогою поєдинку і лише переконавшись, що це відповідна людина, допускає до Піфії. Окрім того, це ще одне відсилання до східної філософії.
Також Серафим кілька разів дзвонить на кораблі повстанців в реальний світ і запрошує їх на зустріч з Піфією.
В третій частині трилогії Серафим допомагає Морфею і Триніті звільнити Нео з полону на станції Mobil ave. Під час цього охоронець клубу «Пекло» називає його безкрилим. Саме так його називає і Меровінг: «Блудний син повернувся. Ангел без крил». Більше того, Меровінг також називає його Юдою («… оскільки ти, мій маленький Юда, привів їх сюди»).